# Каленчин-Вальохи
Каленчин-Вальохи (пол. Kałęczyn-Walochy) — село в Польщі, у гміні Рутки Замбровського повіту Підляського воєводства.
Населення — 77 осіб (2011).
У 1975-1998 роках село належало до Ломжинського воєводства.

## Демографія
Демографічна структура станом на 31 березня 2011 року:
|          | Загалом | Допрацездатний вік | Працездатний вік | Постпрацездатний вік |
| -------- | ------- | ------------------ | ---------------- | -------------------- |
| Чоловіки | 38      | 9                  | 25               | 4                    |
| Жінки    | 39      | 13                 | 14               | 12                   |
| Разом    | 77      | 22                 | 39               | 16                   |